# Cynoglossus marleyi
 Cynoglossus marleyi és un peix teleosti de la família dels cinoglòssids i de l'ordre dels pleuronectiformes que es troba des de les costes de Moçambic fins a les de Sud-àfrica.